# Рагби 13 репрезентација Данске
Рагби 13 репрезентација Данске представља Краљевину Данску  у екипном, колизионом спорту, рагбију 13.
Данска је тренутно 46. на светској рагби 13 ранг листи. Боје дреса, шорца и чарапа су црвена и бела.
Рагби 13 репрезентација Данске до сада није учествовала, на Светском првенству.
Тринаестичари Данске тренутно припадају петом ешалону европског рагбија 13, а такмиче се у Нордијском купу.
Данска има два озбиљна клуба у рагбију 13, Јитланд РЛФК и Копенхаген РЛФК.
Данци до сада нису имали прилику, да одмере снаге са Србима у рагбију 13.

## Историја рагбија 13 у Краљевини Данској
Данци су овај сурови спорт почели да играју 2008.
Прву историјску утакмицу, тринаестичари Краљевине Данске су одиграли у Копенхагену, против селекције Норвешке лета Господњег 2009. Резултат је тада био 26-28. Највећу победу Данци су остварили над Швеђанима, 122-8, у Копенхагену, у априлу 2012. Најтежи пораз овај северно-германски народ је доживео лета Господњег 2012. од Малте, резултат је био 24-12.

### Успех у Нордијском купу
Данска је три пута освојила Нордијски куп у рагбију 13, 2011, 2014 и 2015.

### Учинак рагби 13 репрезентације Краљевине Данске
| Противник | Одиграно утакмица | Победа Данске | Нерешено | Пораз Данске |
| --------- | ----------------- | ------------- | -------- | ------------ |
| Норвешка  | 7                 | 4             | 0        | 3            |
| Шведска   | 6                 | 5             | 0        | 1            |
| Малта     | 2                 | 0             | 0        | 2            |

| Одиграно утакмица | Победа Данске | Нерешено | Пораз Данске | Постигнути поени | Примљени поени |
| ----------------- | ------------- | -------- | ------------ | ---------------- | -------------- |
| 15                | 9             | 0        | 6            | 518              | 352            |

### Резултати рагби 13 репрезентације Краљевине Данске
- Данска  - Норвешка  24-26, Копенхаген, пријатељска 19.8.2017.
- Данска  - Шведска  50-18, Копенхаген, Нордијски куп 7.8.2016.
- Данска  - Норвешка  24-12, Копенхаген, Нордијски куп 13.6.2015.
- Шведска  - Данска  16-30, Београд, Нордијски куп 24.5.2015.
- Данска  - Шведска  44-6, Копенхаген, Нордијски куп 16.8.2014.
- Новешка  - Данска  10-16, Осло, Нордијски куп 28.6.2014.
- Данска  - Норвешка  60-10, Копенхаген, Нордијски куп 17.8.2013.
- Шведска  - Данска  38-12, Штокхолм, Нордијски куп 3.8.2013.
- Данска  - Малта  12-74, Копенхаген, Интернационална серија 29.9.2012.
- Норвешка  - Данска  36-6, Осло, Нордијски куп 4.8.2012.
- Малта  - Данска  24-12, Хамрун, Интернационална серија 9.6.2012.
- Данска  - Шведска  122-8, Копенхаген, Нордијски куп 28.4.2012.
- Данска  - Норвешка  28-8, Копенхаген, Нордијски куп 2.10.2011.
- Шведска  - Данска  18-52, Гетенбург, Нордијски куп 2.7.2011.
- Данска  - Норвешка  26-28, Копенхаген, пријатељска, 22.8.2009.

## Тренутни састав рагби 13 репрезентације Краљевине Данске
- Џош Вајтхед
- Мортен Дем
- Емил Боргрин
- Мартин Педерсен Скот
- Кристофер Елебирке
- Џастин Ајлс
- Вига Лима
- Џеспер Ика
- Рич Гром
- Андреј Унгуренау
- Олвех Мелчор
- Нејл Смит
- Роб Кинг
- Тор Томсен
- Силас Мубанда
- Марк Бејли
- Ојген Ханрахан - капитен